# رزیدنت ایول ۵
رزیدنت ایول ۵ (به انگلیسی: Resident Evil 5) یک بازی ویدئویی به سبک تیراندازی سوم شخص است که توسط شرکت کپ‌کام ساخته و منتشر شده‌است. این پنجمین قسمت در مجموعه بازی‌های رزیدنت ایول به‌شمار می‌رود که در آفریقا اتفاق می‌افتد. یک ویروس ناشناخته باعث دیوانگی مردم شده و این مردم به افراد خاصی حمله می‌کنند. در این نسخه بازیباز در نقش کریس ردفیلد (که در رزیدنت ایول ۱ و رزیدنت ایول کد: ورونیکا حضور داشت) با دختری به نام شوا آلومار که همراه کریس است، بازی می‌کند. روند بازی شباهت زیادی به نسخهٔ چهارم دارد؛ اما از نظر بصری (به ویژه نورپردازی) تحول بزرگی در این بازی به وجود آمده‌است. یکی از تغییرات بازی، خیالاتی شدن شخصیت بازی هنگام بحرانی شدن خط سلامت است.
این بازی تا مارس ۲۰۱۵ توانست به فروشی بیش از ۶٫۸ میلیون نسخه در سراسر جهان دست یابد، و عنوان پرفروشترین نسخه در سری بازی‌های رزیدنت ایول را از آن خود نمود. این بازی قابلیت بازی دو نفره تحت شبکه را چه در بازی اصلی یا چه در بخش مزدوران دارد.
این بازی در ۵ مارس ۲۰۰۹ در ژاپن و ۱۳ مارس ۲۰۰۹ در آمریکای شمالی و اروپا برای کنسول‌های پلی‌استیشن ۳ و ایکس‌باکس ۳۶۰، و در سپتامبر همان سال برای مایکروسافت ویندوز عرضه شده‌است. نسخه طلایی این بازی نیز در ۱۸ فوربه ۲۰۱۰ در ژاپن، ۹ مارس ۲۰۱۰ در آمریکای شمالی و نسخهٔ پال این بازی در ۱۲ مارس ۲۰۱۰ وارد بازار شد. نسخه طلایی این بازی تاکنون برای کنسول‌های ایکس‌باکس ۳۶۰ و پلی‌استیشن ۳ عرضه شده‌است. رزیدنت ایول ۵ همچنین یکبار دیگر در ژوئن ۲۰۱۶ برای پلی‌استیشن ۴ و ایکس‌باکس وان عرضه شد. ادامه‌ای برای این بازی با عنوان رزیدنت ایول ۶ در سال ۲۰۱۲ منتشر شده‌است. در ژوئن ۲۰۱۹ شرکت کپ‌کام اعلام کرد که تصمیم دارد در اواخر سال ۲۰۱۹ رزیدنت ایول ۵ را به همراه نسحهٔ ششم برای کنسول نینتندو سوئیچ عرضه کند.

## روند بازی
روند بازی رزیدنت ایول ۵، از نسخه رزیدنت ایول ۴ الگوبرداری شده بود با این تفاوت که تکسچرها، بسیار بهتر از نسخهٔ پیشین تولید شده بودند، زاویه دید کمی نزدیکتر به شخصیت و روان‌تر شده بود. محیط و داستان بازی بسیار گیرا و جذاب طراحی شده‌است. با توجه به اتفاق افتادن رویدادهای بازی در آفریقا، محیط بازی به گونه‌ای طراحی شده که بازیباز، گرمای سوزان آفریقا را به خوبی هر چه تمام‌تر حس کند. رفتارها و حرکت‌های دشمنان این بازی نیز بسیار شبیه به نسخهٔ پیشین است، با این تفاوت که در نسخهٔ پیشین نامشان گانادوس، و در رزیدنت ایول ۵ به نام ماجینی بودند. ماجینی‌ها دارای هوش مصنوعی بسیار بالاتر و جان‌سختی بیشتر، نسبت به گانادوس‌ها هستند.
بازی همانند نسخهٔ پیشین دارای سیستم خرید، فروش مهمات، سلاح، لباس و… و ارتقاء اسلحه‌است. در رزیدنت ایول ۵ برخلاف نسخهٔ پیشین با حذف کردن هر آیتم، به شکل کامل حذف نشده و در آغاز مرحله می‌توان آیتم پاک شده را، بازیابی کرد. در بازی با از بین بردن دشمنان، مهمات، گیاهان و اسپری دارویی و پول به دست می‌آید.
همانند برخی از نسخه‌های پیشین، این بازی نیز دارای مینی گیم مزدوران بوده، که در آن ۴ شخصیت کریس، شوا، جیل و وسکر قابل دسترسی هستند که در آن برای شخصیت‌های کریس و شوا، ۳ نوع لباس و برای شخصیت‌های جیل و وسکر دو نوع لباس وجود دارد.

## داستان

کریس ردفیلد

رویدادهای این بازی در سال ۲۰۰۹، یعنی ۶ سال پس از نابود شدن شرکت آمبرلا رخ داده‌است. کریس ردفیلد به سازمان «B.S.A.A» پیوسته بود. این سازمان به شکل نظامی با فعالیت‌های غیرقانونی بیولوژیکی، در جهان مبارزه می‌کرد. کریس توسط این سازمان برای بررسی موارد قاچاق سلاح‌های بیولوژیکی در آفریقا به آنجا فرستاده می‌شود. به محض ورود کریس به منطقه خود مختار کیجوجو، دوست و همکار جدیدش را می‌بیند، شوا آلومار، از مقر B.S.A.A در غرب آفریقا با کریس در انجام مأموریتش همراه می‌شود. آن دو با هم، به سوی قرار گاه گروه آلفا (که زیر مجموعه B.S.A.A بود) حرکت کردند. آن‌ها در تلاش برای جلوگیری از فعالیت‌های یک قاچاقچی سلاح‌های بیولوژیکی، به نام ریکاردو ایروینگ هستند. به هر حال طولی نکشید، که مردم بی‌آزار این شهر نیز قربانی آزمایش‌های بیولوژیکی و ژنتیکی قرار گرفتند و به موجوداتی به نام ماجینی، در حال تغییر بودند. آن دو سرانجام تنها بازمانده گروه آلفا، فرمانده دِ چنت را پیدا کرده و مدرکی را ضد ایروینگ از او دریافت می‌کنند. یافتن مدرک ضد فعالیت‌های ایروینگ نخستین و مهم‌ترین ماًموریت آن دو بود. با پیشبرد بازی، کریس و شوا، ایروینگ را پیدا می‌کنند، ولی ایروینگ با کمک زنی ناشناس موفق به فرار می‌شود اما ایروینگ از خود یک پرونده را جا گذاشت. کریس و شوا موفق شدند توسط آن پرونده، در مورد فعالیت‌های ایروینگ اطلاعاتی به دست بیاورند و آن را با مرکز فرماندهی درمیان گذاشتند. دیری نپایید که B.S.A.A گروه دلتا را به پشتیبانی آن دو فرستاد. فرمانده جاش استون، رهبر گروه دلتا، به کریس یک کارت حافظه که شامل عکس‌هایی از پژوهش‌های مهم بود داده و کریس با بازکردن و مشاهده عکس‌ها به شکل ناگهانی عکسی از جیل ولنتاین را می‌بیند. پس از آن کریس در مورد مرگ جیل در رویداد عمارت اسپنسر، دچار تردید می‌شود. کریس و شوا به دنبال یافتن ایروینگ بودند، اما نمی‌دانستند که جیل نیز در این رویدادها حضور دارد.
با پیشبرد بازی، کریس و شوا از موقعیت تقریبی ایروینگ، که در یک پالایشگاه وابسته به شرکت ترایسل بود آگاه شدند و به سوی آنجا حرکت کردند. درست زمانی که آن دو به پالایشگاه رسیدند، ایروینگ با یک کشتی از آن مکان فرار کرد و با بمب‌های ساعتی که در پالایشگاه جاسازی کرده بود آنجا را نابود کرد، کریس و شوا پیش از نابودی پالایشگاه به کمک جاش استون، از آنجا فرار می‌کنند و به دنبال ایروینگ حرکت می‌کنند. پس از رسیدن به کشتی ایروینگ و وارد شدن به آن، ایروینگ با تزریق یک ویروس به خودش، به هیولایی بزرگ تبدیل می‌شود. شوا و کریس پس از نابود کردن هیولا، از ایروینگ که در حال مرگ بود پرسسش‌هایی را مطرح کردند. ایروینگ از زنی به نام اکزلا گیونه نام برد و او را در پس این ماجراها معرفی کرد.
کریس و شوا در جستجوی این زن برآمدند. با پیشبرد بازی آن دو با اکسلا رو به رو می‌شوند. کریس و شوا از او در مورد پژوهش‌های غیرقانونی شان و البته جیل می‌پرسند و اکسلا به آن‌ها توضیحاتی در آن مورد می‌دهد. آن‌ها موفق به کشف ویروسی شده بودند، که در آن، میزبان این ویروس، به موجودی به نام «یو-۸» (U-۸) تکامل می‌یافت. این «B.o.w» جدید دارای هوش بالاتر، قدرت تخریب بیشتر و البته با ویژگی فرمان برداری بود. اکسلا، آن دو را با این مخلوق تنها گذاشته و آن مکان را ترک می‌کند. شوا و کریس پس از یک نبرد دشوار با این موجود، او را از پای درمی‌آورند و دوباره به جستجوی اکسلا می‌پردازند.
کریس و شوا با دشواری فراوان موفق به پیدا کردن اکسلا می‌شوند. کریس باز هم در مورد جیل و مکان او، از اکسلا می‌پرسد، که در این لحظه، همان زن ناشناس که به ایروینگ کمک می‌کرد، وارد صحنه شده و با کریس و شوا درگیر می‌شود. در این درگیری نقاب زن ناشناس از صورتش جدا می‌شود، ولی هویت او همچنان نامشخص می‌ماند. در این هنگام آلبرت وسکر وارد صحنه شده و هویت آن زن را برای شوا و کریس آشکار می‌کند. آن زن ناشناس، جیل ولنتاین است و اینک برای وسکر کار می‌کند. کریس که به شدت در حال تعجب است، تلاش می‌کند تا خود را به جیل بشناساند، اما گویی جیل هیچ‌کدام از حرف‌های کریس را متوجه نمی‌شود. وسکر، کریس و شوا را به مبارزه‌ای دو به دو با خود و جیل دعوت می‌کند. مبارزه با فرا انسانی به نام وسکر و دوست و همکاری قدیمی به نام جیل والنتاین. در نهایت پس از هفت دقیقه مبارزه، وسکر به کریس اعلام می‌کند که باید آن دو را برای انجام کارهایی مهم‌تر از مبارزه ترک کند. با پیشبرد بازی، بازیباز متوجه می‌شود که جیل، با یک کپسول دارای مادهٔ P۳۰ که به سینه‌اش نصب شده بود، در کنترل وسکر قرار داشت، و از روی اراده این کار را انجام نداده بود. مادهٔ P۳۰، اثری زود گذر داشت و بنابراین باید مرتب به بدن جیل، با کمک آن کپسول تزریق می‌شد. میزان تزریق نیز با کمک یک ریموت که در اختیار وسکر بود تعیین می‌شد.
کریس و شوا بدون جیل، به حرکت خود برای پیدا کردن وسکر ادامه دادند و وارد کشتی وسکر شدند. با پیشبرد بازی، کریس و شوا با اکسلا رو به رو می‌شوند. در حالی که اکسلا از درد به خود می‌پیچید، صدای وسکر از بلندگو پخش شد. آلبرت وسکر جدیدترین اکتشافات بیولوژیکی شرکت ترایسل را بر روی اکسلا آزمایش کرد. با در اختیار بودن منابع غذایی و ژنتیکی برای این انگل، این قابلیت را دارد که در یک بالانس از خود ۶ بیلیون انگل دیگر متولد کند. اکسلا پس از تبدیل شدن به یک هیولای بزرگ و ترسناک به کریس و شوا حمله کرد. آن دو پس از فرار به درون کابین آن کشتی غول آسا، برای بار دیگر مجبور بودند با هیولا مبارزه کنند. پس از یک نبرد بسیار نفسگیر با این هیولا، کریس و شوا موفق به نابودی آن می‌شوند، و برای پیدا کردن وسکر حرکت می‌کنند. در این هنگام جیل با کریس تماس گرفته و نقطه ضعف وسکر را برای کریس فاش می‌کند. یک سرم به نام PG67A/W وجود دارد که اگر به مقدار زیاد به بدن وسکر تزریق شود، او را سمی می‌کند. با پیشبرد بازی، کریس و شوا، وسکر را یافته و با او مبارزه می‌کنند. پس از نبرد کریس موفق می‌شود تا این سرم را به بدن وسکر تزریق کند. سپس وسکر تعادل جسمی و روانی خود را از دست داده و به کریس می‌گوید که این پایان کار نیست. وسکر می‌خواست با یک هواپیمای موشک انداز، موشک‌های دارای ویروس اوروبوروس (Uroburos) را آزاد کند. به همین منظور خود را به هواپیما رساند و آماده پرواز شد. کریس و شوا نیز به دنبال او رفته و موفق شدند خود را به هواپیما برسانند. با پیشبرد بازی هواپیما به یک منطقهٔ آتشفشانی سقوط می‌کند. وسکر ویروس اوروبوروس را به بدن خود وارد کرده و دارای قدرتی بسیار بیش از پیش می‌شود. کریس و شوا در پایان یک نبرد هیجان انگیز با وسکر در آن محیط آتشفشانی، موفق به شکست وسکر می‌شوند، وسکر به درون آتش می‌افتد و کریس و شوا توسط یک بالگرد که جیل و جاش در آن بودند، نجات می‌یابند. اما این پایان ماجرا نبود و وسکر هنوز زنده بود و در درون آتش، بالگرد را گرفته بود که در این لحظه با پیشنهاد جیل، کریس و شوا با شلیک ۲ راکت به وسکر و در حالی که در آتش می‌سوخت او را نابود کردند.

## موسیقی
موسیقی این بازی توسط کوتا سوزوکی ساخته شده‌است. کار ساخت و ضبط موسیقی بازی در شهر لس آنجلس، و در یکی از استودیوهای هالیوود صورت پذیرفته‌است. همخوانی با محیط، ایجاد حس‌های گوناگون ترس، عجله، عشق و… در محیط‌های ویژهٔ خود، از ویژگی‌های آن است.

## نسخهٔ طلایی
نسخهٔ طلایی در حقیقت، نسخهٔ به روزرسانی شدهٔ بازی برای کنسول‌های ایکس‌باکس ۳۶۰ و پلی‌استیشن ۳ است که در تاریخ ۹ مارس ۲۰۱۰ و برای رایانه شخصی در تاریخ ۲۷ مارس ۲۰۱۵ عرضه شد.
نسخهٔ طلایی بازی دارای ۲ مرحلهٔ جدید و بخش مزدوران (Mercenaries) جدید است؛ در این بخش جدید شخصیت‌هایی مانند بری بارتون از رزیدنت ایول ۱، ربکا چمبرز از رزیدنت ایول زیرو و رزیدنت ایول ۱ و شخصیت اکزلا گیونه از رزیدنت ایول ۵ قابل دسترسی هستند.
در ابتدا قرار بود که این نسخه از دسته‌های حسگر پلی‌استیشن، یعنی پلی‌استیشن موو پشتیبانی کند؛ اما با مشاهده تأخیر در عرضه این دسته‌ها، مسئولان کپکام تصمیم گرفتند که بازی را زودتر و بدون قابلیت این دسته‌ها منتشر کنند.

## بازتاب‌ها
| گردآورنده  | امتیاز                                                                    |
| ---------- | ------------------------------------------------------------------------- |
| گیم‌رنکینگز | PS3: ۸۶٫۶۲٪ (Orig.) PS3: ۸۸٫۸٪ (Gold) ۳۶۰: ۸۶٫۱۹٪ (Orig.) ۳۶۰: ۸۷٪ (Gold) |
| متاکریتیک  | ۸۳/۱۰۰ (Xbox 360) ۸۴/۱۰۰ (PS3)                                            |
| GameStats  | ۹٫۰ / ۱۰                                                                  |

| ناشر                   | امتیاز |
| ---------------------- | ------ |
| اج                     | ۷/۱۰   |
| یوروگیمر               | ۷/۱۰   |
| گیم اینفورمر           | ۹٫۵/۱۰ |
| گیم‌پرو                 | ۴٫۵/۵  |
| گیم‌اسپات               | ۸٫۵/۱۰ |
| گیم‌زون                 | ۸٫۵/۱۰ |
| آی‌جی‌ان                 | ۹٫۰/۱۰ |
| اواکس‌ام (ایالات متحده) | ۹/۱۰   |
| ایکس پلی               | ۳/۵    |

رزیدنت ایول ۵ به‌طور معمول نقدهای مثبتی از وبگاه‌های نقد بازی ویدئویی دریافت نمود.